# Le-Maire-Straße (Kap Hoorn)
Die Le-Maire-Straße (spanisch Estrecho de le Maire) ist ein Seeweg zwischen der Isla de los Estados und dem östlichsten Ausläufer des argentinischen Teils Feuerlands, der Mitre-Halbinsel. Sie ist 34 sm lang und an der engsten Stelle 30,6 km breit.
Jacob Le Maire und Willem Schouten entdeckten die Straße am 24. Januar 1616, während sie eine schiffbare Verbindung zwischen dem Atlantik und dem Pazifik suchten. Die Suche war notwendig, da ihnen eine Passage der Magellanstraße untersagt war. Ein paar Tage später, am 29. Januar 1616, entdeckten sie Kap Hoorn. Die Straße wurde später zu Ehren Le Maires benannt.

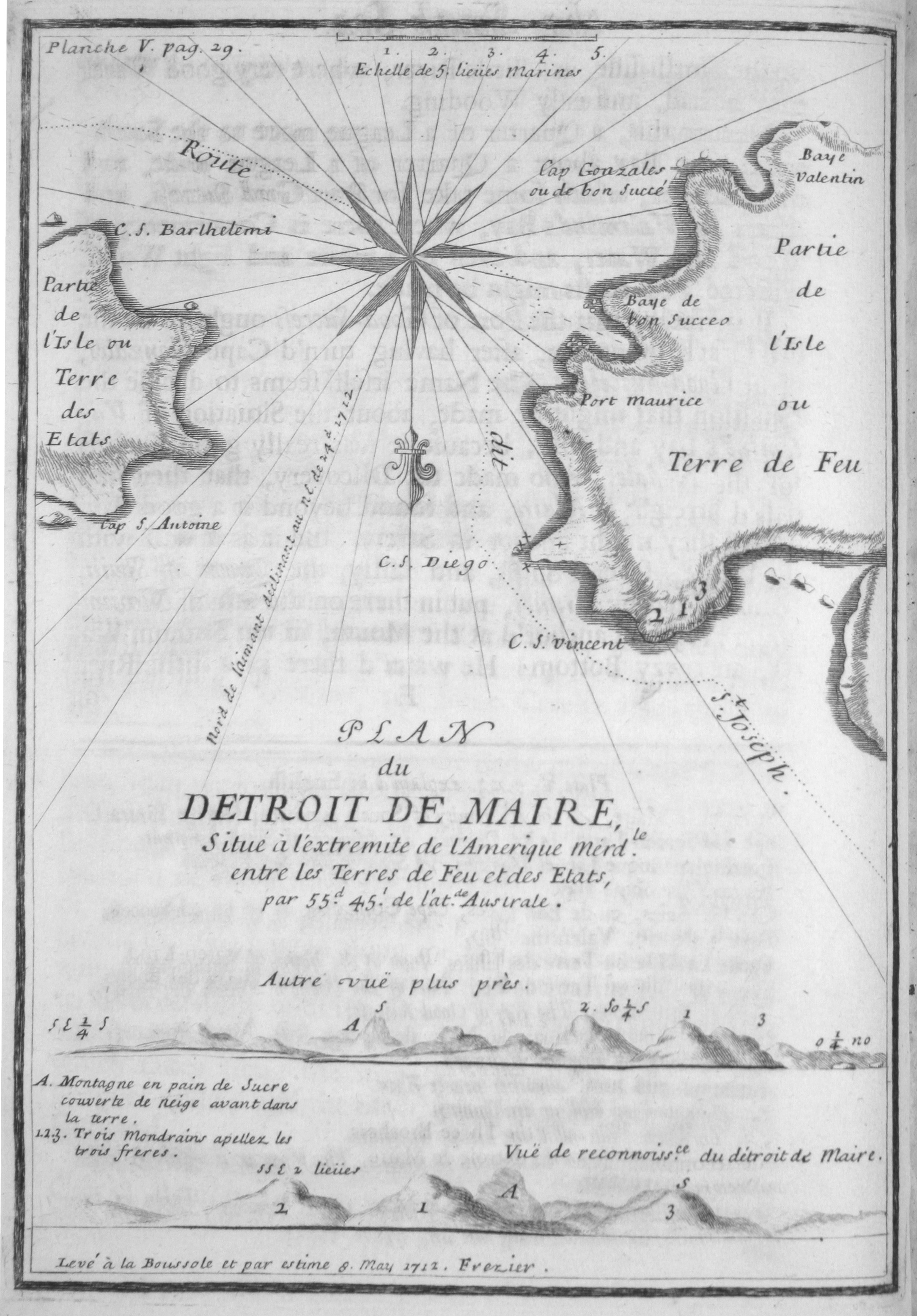
Historische Landkarte der Region, 1717
(Norden ist unten)